# Jean-François de Pérusse des Cars
 (décembre 2016).
Pour les autres membres de la famille, voir Maison de Pérusse des Cars.
Jean-François de Pérusse, duc des Cars (13 novembre 1747, château des Cars - 9 septembre 1822, Palais des Tuileries), est un général français.

## Biographie
Fils de François Marie de Pérusse, comte des Cars, marquis de Pranzac, maréchal de camp, lieutenant général en Haut et Bas Limousin, et petit-fils du maréchal Jacques Fitz-James, il est le frère de Louis-François-Marie de Pérusse des Cars.
En quittant le séminaire de Saint-Magloire, lui qui ne voulait pas prendre la robe et voulait la cavalerie, il fait par l'intermédiaire d'un de ses oncles une demande pour entrer à l'ordre de Saint-Jean de Jérusalem. Il est accepté par l'Ordre en 1770, alors que sa mère vient de le faire nommer garde-marine à Toulon. Il ne rejoindra jamais Malte pour y faire ses caravanes et ne prononcera jamais ses vœux lui permettant d'être frère-chevalier et de se marier en 1783.

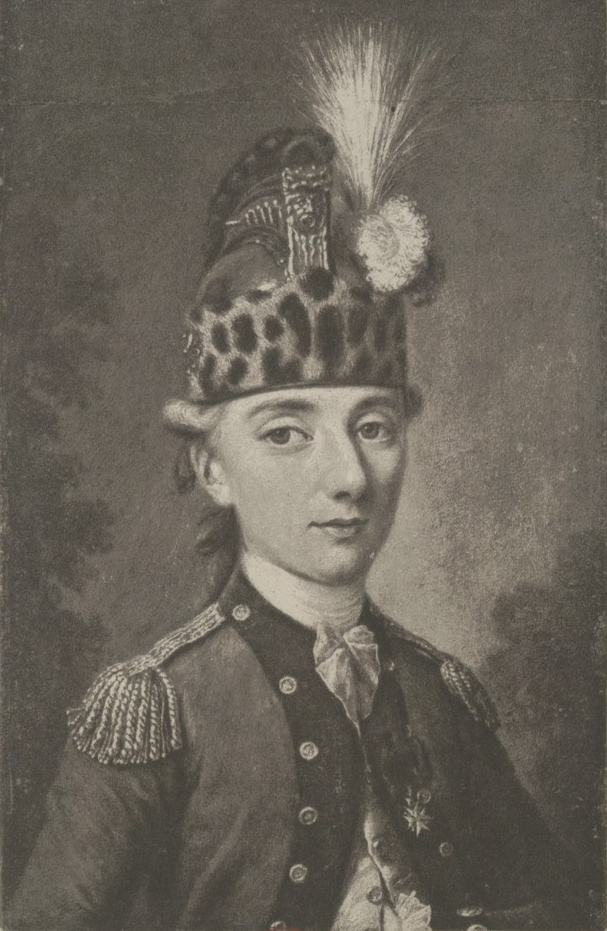
Jean-François de Pérusse des Cars en uniforme d'officier de dragons.

Après avoir servi quelque temps dans la marine, il prit le service de terre et fut nommé en 1774 mestre de camp (colonel) du régiment de Dragons-Artois.
Il devint premier maître d'hôtel du roi (en survivance) en 1783. Il prit le titre de baron en 1782, après la mort de son second frère. Il fut successivement brigadier de cavalerie le 1er janvier 1784, puis lieutenant général le 9 mars 1788.
Il émigre avec les princes français en 1790. En 1791, il est envoyé diplomatique des princes français auprès de Gustave III de Suède, jouit d'un grand crédit à la cour de Stockholm, puis, après la mort du souverain suédois, remplit d'autres missions diplomatiques, notamment à Berlin.
Sous la Restauration, il est promu lieutenant-général des armées du roi le 22 juin 1814 et devient Premier maître d'hôtel du roi Louis XVIII le 23 août 1814.
Il est créé comte (9 mars 1816), après la mort de son frère aîné, puis duc à brevet le 9 mars 1816, par lettres patentes du 29 décembre 1817.

### Ecrit
- Mémoires du duc des Cars, colonel du régiment de dragons-Artois, brigadier de cavalerie, premier maître d'hôtel du Roi, 1890, deux volumes, publiés par son neveu le troisième duc des Cars, avec une introduction et des notes par le comte Henri de L'Épinois, lire en ligne : Tome I et Tome II

### Distinction
- Grand-croix de l'ordre royal et militaire de Saint Louis

### Mariages et descendance
Il épousa en premières noces le 5 mai 1783 Pauline de Laborde (1767-1792), fille du financier Jean-Joseph de Laborde. En 1798, il épousa en secondes noces Rosalie de Rancher de La Ferrière, veuve du marquis de Nadaillac, mère de Sigismond du Pouget de Nadaillac, fille de Francois-Michel-Antoine de Rancher, marquis de La Ferrière, et petite-fille de François Testu de Balincourt.
Il ne laisse pas de descendance de ces deux unions. Son cousin germain François Nicolas René de Pérusse des Cars, pair de France, chevalier des ordres du Roi, lui succède comme chef de famille et meurt un mois et demi après lui.

## Sources
- François-Xavier Feller, Dictionnaire historique, ou histoire abrégée de hommes qui se sont fait un nom par leur génie, leurs talents, leurs vertus, leurs erreurs or leurs crimes, depuis le commencement du monde jusqu'à nos jours, Volume 5, 1832
- Annuaire historique et biographique des souverains, des chefs et membres des maisons princières, des familles nobles ou distinguées et principalement des hommes d'état, de guerre, de science et de ceux dont se compose l'élite des diverses nations, 1844